# آلان مابانكو
آلان موبانكو (بالفرنسية: Alain Mabanckou) كاتب ولد في بوانت نوار (جمهورية الكونغو) 24 فبراير 1966. حصل على جائزة رينودو الأدبية عام 2006.

## روابط خارجية
- آلان مابانكو على موقع IMDb (الإنجليزية)
- آلان مابانكو على موقع الموسوعة البريطانية (الإنجليزية)
- آلان مابانكو على موقع مونزينجر (الألمانية)